# Euproctis insignis
Euproctis insignis är en fjärilsart som beskrevs av Aurivillius 1904. Euproctis insignis ingår i släktet Euproctis och familjen tofsspinnare. Inga underarter finns listade i Catalogue of Life.